# Clara Izzo
Pour les articles homonymes, voir Izzo.
Clara Izzo (née le 5 mars 1987 à Trescore Balneario) est une joueuse italienne de volley-ball. Elle mesure 1,74 m et joue au poste de passeuse. 

## Clubs
| Club                    | Pays   | De        | À         |
| ----------------------- | ------ | --------- | --------- |
| A.S. Volley 2000        | Italie | 2000-2001 | 2006-2007 |
| Volley La Sportiva      | Italie | 2007-2008 | 2010-2011 |
| Valpala Valbrembo       | Italie | jan 2011  | mai 2011  |
| Volley San Vito         | Italie | 2011-2012 | 2011-2012 |
| Volley Terracina        | Italie | 2012-2013 | 2012-2013 |
| Volley Femminile Ugento | Italie | 2013-2014 | 2013-2014 |
| Volare Benevento        | Italie | 2014-2015 | 2014-2015 |
| San Giustino Volley     | Italie | 2015-2016 | ...       |